# رمد ضوئي
رمد ضوئي (بالإنجليزية: Photophthalmia) هو الرمد أو التهاب العين، وخاصة القرنية والملتحمة بسبب التعرض للضوء ذو الطول الموجي القصير (كالأشعة فوق البنفسجية)، كما هو في عمى الثلج.
ينطوي الرمد على حدوث تآكل طلائي متعدد بسبب تأثير الأشعة فوق البنفسجية، خاصة بين 311 و 290 نانومتر. يحدث عمى الثلج بسبب انعكاس الأشعة فوق البنفسجية من سطح الثلج. التهاب الشبكية الضوئي هو شكل آخر يمكن أن يحدث بسبب الأشعة تحت الحمراء (كسوف في الشبكية).

## الملامح السريرية
يمكن أن يظهر مع ما يلي:
- ألم كحرق شديد
- الدمع
- رهاب الضوء
- تشنج الجفن
- تورم ملتحمة الجفن
- الطيات خلف ترس الجفن (طية الملتحمة)

## وقاية
زجاج كروكس هو عبارة عن معدة وقائية تتكون من عدسة نظارات مدمجة مع أكاسيد معدنية لامتصاص الأشعة فوق البنفسجية أو الأشعة تحت الحمراء ويجب استخدامها من المعرضين للإصابة، على سبيل المثال: عمال اللحام ومشغلي السينما.

## العلاج
ما يلي يمكن أن يخفف من الرمد الضوئي:
- الكمادات الباردة.
- غمر الضماد بالمضادات الحيوية لمدة 24 ساعة، ويشفى في معظم الحالات.
- يجب عدم استخدام قطرات مخدرة.
- المسكنات الفموية إذا كان الألم لا يطاق.
- جرعة واحدة من المهدئات.